# Ilić
Ilić je srpsko, crnogorsko i hrvatsko prezime, koje se najčešće pojavljuje u Zagrebu, Rijeci, Splitu, Metkoviću, Osijeku i u Puli.

## Osobe s prezimenomIlić
- Alberto Ilić (1865. – 1894.), hrvatski liječnik
- Boris Ilić (1957. – 1998.), hrvatski borac borilačkih vještina
- Igor Ilić (rođ. 1977.), bosanskohercegovački nogometaš
- Josip Ilić, hrvatski reprezentativni rukometaš
- Ljubo Ilić (1905. – 1991.), srpski klasični učenjak
- Luka Ilić Oriovčanin (1817. – 1878.), hrvatski pjesnik i etnolog
- Miroslav Ilić (rođ. 1950.), srpski pjevač narodne glazbe
- Miroslav Ilić (Bilje) (rođ. 1954.), srpski pjesnik, kantautor, enigmat
- Momir Ilić (rođ. 1981.), srpski rukometaš
- Nemanja Ilić (rođ. 1990.), srpski rukometaš
- Radiša Ilić (rođ. 1977.), srpski umirovljeni nogometaš
- Saša Ilić (rođ. 1977.), srpski nogometaš
- Stjepan Ilić (rođ. 1940.), hrvatski nogometaš
- Tomo Bradanović Ilić (1853. – 1917.), hrvatski industrijalac, veleposjednik, veletrgovac i dobrotvor
- Vanja Ilić (rođ. 1973.), hrvatska arhitektica
- Velimir Ilić (rođ. 1951.), srpski političar
- Vera Ilić-Đukić (1928. – 1968.), srpska filmska, televizijska i kazališna glumica i komičarka